# Беліз (аеропорт)
Міжнародний аеропорт «Беліз» імені Філіпа С. У. Голдсона (IATA: BZE, ICAO: MZBZ) — міжнародний аеропорт, який обслуговує найбільше місто Белізу — однойменне місто Беліз, уздовж східного узбережжя Центральної Америки. Його назвали на честь політика Філіпа С. У. Голдсона, який помер у 2001 році. Аеропорт розташований приблизно за 30 хвилин їзди від центру Белізу, у Ледівіллі. Аеропорт знаходиться на висоті 5 м (16 футів), що означає, що як аеропорт, так і весь Беліз знаходяться під загрозою серйозних повенів через низьку висоту та розташування на узбережжі Карибського моря. З цієї причини столиця Белізу була перенесена в Бельмопан, але аеропорт Беліз залишається найбільшим та найжвавішим аеропортом в країні. Завдяки стабільному зростанню пасажиропотоку міжнародний аеропорт імені Філіпа С. У. Голдсона на даний момент є п’ятим за завантаженістю аеропортом Центральної Америки.